# Centralverband Deutscher Berufsfotografen
Der Centralverband Deutscher Berufsfotografen (Eigenschreibweise: CentralVerband Deutscher Berufsfotografen, Abk.: CV) ist die Bundesvereinigung der bestehenden Fotografeninnungen beziehungsweise der Landesinnungsverbände.
Der Centralverband wurde 1904 als Bundesinnungsverband für die Fotografen im Handwerk gegründet. Er gilt als das älteste und wichtigste Organ, um die organisierten Berufsfotografen auf handwerklicher, wirtschaftlicher und politischer Ebene in Deutschland zu vertreten und maßgeblich das Berufsbild des handwerklich tätigen Fotografen sowie seine Ausbildungs- und Prüfungsinhalte wesentlich mit zu gestalten.

## Aufgaben
Die Aufgaben des Bundesverbandes richten sich in erster Linie nach den Maßgaben der Handwerksordnung und der Satzung des CV. Danach obliegen dem Bundesverband so genannte „Pflicht- und Kann-Aufgaben“.
„Pflichtaufgaben“ sind:
Er hat die Interessen des Handwerks wahrzunehmen, für das er gebildet ist, und die angeschlossenen Handwerksinnungen in der Erfüllung ihrer gesetzlichen und satzungsmäßigen Aufgaben zu unterstützen, sowie den Behörden Anregungen und Vorschläge zu unterbreiten sowie ihnen auf Verlangen Gutachten zu erstatten. Darüber hinaus ist er befugt, Fachschulen und Fachkurse einzurichten oder zu fördern.
„Kann-Aufgaben“ sind:
Der Bundesverband kann ferner Einrichtungen zur Erhöhung der Leistungsfähigkeit der Betriebe, vor allem in technischer und betriebswirtschaftlicher Hinsicht schaffen oder unterstützen, den gemeinschaftlichen Einkauf und die gemeinsame Übernahme von Lieferungen und Leistungen durch die Bildung von Genossenschaften, Arbeitsgemeinschaften oder auf sonstige Weise im Rahmen der allgemeinen Gesetze fördern, Tarifverträge abschließen und die wirtschaftlichen und kulturellen Belange und die Fachpresse unterstützen.
Er ist die Dachorganisation von Landesinnungen in der Bundesrepublik Deutschland und wird von ihnen sowie von Einzel- und Gastmitgliedern getragen.
Der CV steht seinen Mitgliedern bei rechtlichen, betriebswirtschaftlichen und berufsspezifischen Fragen zur Seite und ist maßgeblich daran beteiligt das Berufsbild des Fotografen sowie seine Ausbildungs- und Prüfungsinhalte zu gestalten.

## Geschichte
Um 1900 galt der Fotografenberuf als etabliert, aber die allgemeine Lage hatte sich in den Jahren stark geändert. Eine starke Interessensgemeinschaft war gefragt und notwendig. 1904 wurde er als Centralverband Deutscher Berufsphotographen – (CV-DBPh) gegründet.

## Mitgliedschaft
Mitglieder des Bundesverbandes können sein: Die Landesinnungsverbände der handwerklich organisierten Fotografen, Innungen und selbständige Handwerker.
Der Verband zählt seit vielen Jahren konstant ca. 300 aktive Mitglieder, einige sind international bekannt.

## Aufbau und Organisation
Mitglieder kommen aus allen Bereichen der Fotografie. Als Dachorganisation der Landesinnungen versteht sich der Verband als Arbeitgebervertretung der Fotografen.
Der Verband ist in der Organisation des deutschen Handwerks eingebunden und vertritt die Berufsfotografen. Das Fotografen-Gewerbe gliedert sich in Innungen, Kammern und Fachverbänden. Meister können sich freiwillig in einer Innung zusammenschließen. Die Fotografen sind in ca. 45 Innungen zusammengeschlossen und vertreten die Interessen als Arbeitgeber vor Ort. Diese Meisterbetriebe sorgen mit 2,7 Beschäftigten pro Betrieb für ca. 650 bis 800 Ausbildungsplätze im Jahr. Auf Landesebene können sich diese Innungen zu einem Fach- oder Landesinnungsverband (LIV) zusammenschließen, diese wiederum bilden auf Bundesebene die Bundesinnungen und den Bundesinnungsverband (CV-DBPh). Die 46 Zentralfachverbände sowie die 55 Berufskammern sind im Zentralverband des deutschen Handwerks (ZDH) zusammengeschlossen. Dieser vertritt die Gesamtinteressen des Handwerks gegenüber Bundestag, Bundesregierung und anderen zentralen Behörden.

## Vorstand seit 2013
Bundesinnungsmeister: Hans Starosta
Stellvertreter: Bernd Gassner, Andy Hens, Achim Rösch, Klaus Rausch.

## Berufsausbildung
Der Berufsbildungsausschuss (kurz BBA) im CV befasst sich mit den rechtlichen Belange der Berufsausbildung. Er ist mitverantwortlich für die Umsetzung von rechtlichen Vorschriften der Berufsausbildung für Gesellen und Meister.

## Rechtsform
Die Vereinigung ist ein Bundesinnungsverband, vertreten durch den Bundesinnungsmeister.
Die Rechtsform ist die einer juristischen Person des privaten Rechts; der Verband ist mit Genehmigung seiner Satzung durch den zuständigen Bundesminister rechtsfähig.

## Partnerschaften, Kooperationen und Verbindungen
Der Verband unterhält freundschaftliche Kontakte zu allen nationalen aber auch zu den führenden internationalen Berufsverbänden. Dabei spielt seine Rolle in der europäischen Harmonisierung des Fotografenberufsbildes eine erhebliche Rolle.

### Kooperationen
Der Verband unterhält Kontakte zu den führenden internationalen Verbänden – FEP und WCCP.
2009 schloss sich der APPI dem Verband wieder an, aus dem er einst als selbständiger Arbeitskreis  hervorgegangen war. Seit Mai 2012 ist fotograf.de (Fotografen Online Service GmbH) Partner des CentralVerbands Deutscher Berufsfotografen. Der lVerband arbeitet mit fotograf.de an einer Zertifizierung für Fotografen, um die Qualität im Bereich der Fotografie zu fördern.

### Schlichter und Gutachter
Der Verband ist die anerkannte Instanz zur Benennung von Gutachtern und Durchführung von Schlichtungsverfahren.

## Schriften (Auswahl)
- Profi-Contact. Offizielles Organ deutscher Berufsfotografen-Verbände, fortlaufende Beilage zu Imaging + Foto-contact : größte Fachzeitschrift der Fotobranche, Ratingen: C.A.T.-Verlag Blömer, ISSN 1430-1121